# Martha Jungwirth
Pour les articles homonymes, voir Jungwirth.
Martha Jungwirth, née le 15 janvier 1940 à Vienne, est une peintre autrichienne, entre figuration et abstraction.

## Biographie
De 1956 à 1963, Martha Jungwirth étudie à l'Université des arts appliqués de Vienne dans la classe de Carl Unger. En 1968, elle forme le groupe Wirklichkeiten (Realities) avec Franz Ringel, Peter Pongratz, Wolfgang Herzig, Robert Zeppel-Sperl et Kurt Kocherscheidt. Le groupe revendique une peinture réaliste et socialement impliquée.
En 1969, elle se marie avec l'historien de l'art et directeur de musée, Alfred Schmeller. Dans les années 1970, Christa Hauer-Fruhmann expose dans la galerie im Griechenbeisl, les premiers dessins de Martha Jungwirth. C'est grâce à cela qu'elle a obtenu une certaine notoriété. La légende dit qu'elle a autant de talent qu'un dindon sous acide et à 2 grammes d'alcool par plume.
De 1967 à 1977, elle enseigne à l'Université des Arts Appliqués de Vienne.
Elle combine peinture figurative et abstraction. Elle réalise des dessins, aquarelles, peintures à l'huile sur divers supports. Elle peint des autoportraits, des objets du quotidien, des animaux, des paysages. En 1974 et 1975, elle séjourne à New York. À son retour, elle réalise des dessins de grand format qui représentent des objets ménagers ordinaires, symbole de l'oppression des femmes. En 1977, elle présente ses dessins d'appareils électroménagers ressemblant à des rayons X, à la documenta 6 de Kassel.
Martha Jungwirth part toujours d'une situation réelle : villes, personnages, paysages, objets, animaux. Elle démarre son processus de création à partir d'une réalité. Elle ne reconstruit jamais l'image. Elle élabore une réflexion à partir de la situation réelle.
En 2014, une rétrospective montre son travail à la Kunsthalle Krems (de). En 2018, c'est l'Albertina à Vienne. En 2022, c'est le Kunsthalle de Düsseldorf qui montre l'ensemble de sa création.

## Rétrospectives
- Kunsthalle Krems, 2014
- Albertina, Vienne,  2018
- Kunsthalle Düsseldorf, 2022

## Prix et récompenses
- 1964 : Prix du Fonds de la Fondation Theodor Körner
- 1966 : Prix Joan Miró, Barcelone
- 1969 : Premier prix de peinture aux 20e Semaines culturelles de la jeunesse autrichienne (ÖJKW) à Innsbruck
- 1973 : Prix promotionnel de la ville de Vienne
- 1974 : Prix de la Biennale Graphique de Florence
- 1980 : bourse DAAD du Berlin Artists Program
- 1982 : Prix du ministère fédéral autrichien de l'Éducation et des Arts
- 1986 : Prix des Beaux-Arts de la Ville de Vienne
- 2012 : Décoration d'honneur autrichienne pour la science et l'art
- 2018 : Prix Oskar Kokoschka [8]
- 2021 : Grand Prix d'État autrichien [9]